# هو فيه إيه (فلم)
هو فيه إيه فيلم مصري من إنتاج عام 2002، ومن تأليف سامح سر الختم ونادر صلاح الدين، وإخراج شريف مندور.

## قصة الفيلم
تدور أحداث الفيلم في إطار كوميدي حول صديقان من الصعيد، يقرران أن يتزوجا في نفس الليلة، بعد أن خضعا لقرار كبير العائلة بزواجهما من فتاتين من أسرة معادية لأسرتهما حتى تنتهى بحور الدم الناتجة عن الثأر بين الأسرتين، وفي طريقهما للزفاف يسمعان طلقات نارية، يحاولان الاستفسار عما حدث، تطاردهما سيارة شرطة، كانت في الأصل تطارد إرهابيين، ويتضح أن الإرهابيين مجرد ممثلين يضعون أقنعة لتمثيل أدوار في فيلم، تختلط المطاردات، ويجد الشابان نفسهما فوق شاحنة، تذهب بهما إلى الميناء، ليقعا على ظهر سفينة تشق البحر، ويتعرفان على أفراد عصابة تتاجر في الجمرة الخبيثة، وتطاردهما العصابة لأنهما عرفا سرها، وبعد عدة مطاردات تتمكن الشرطة من القبض على العصابة.

## بطولة
- محمد فؤاد
- أحمد آدم
- عزت أبو عوف
- سيف عبد الرحمن
- أشجان
- محمد الدفراوي
- سعيد طرابيك
- علي حسنين
- طلعت زكريا
- منة فضالي
- ميسرة

## فريق العمل
- إخراج: شريف مندور
- تأليف: سامح سر الختم، نادر صلاح الدين
- إنتاج: الشركة العربية للإنتاج والتوزيع السينمائي
- توزيع: الشركة العربية للإنتاج والتوزيع السينمائي
- مونتاج: أحمد عبد الله السيد
- موسيقى: هشام جبر
- مدير التصوير: إيهاب محمد علي

## وصلات خارجية
- مقالات تستعمل روابط فنية بلا صلة مع ويكي بيانات
- صفحة الفيلم في قاعدة بيانات الأفلام العربية